# Aguas Santas (La Coruña)
Aguas Santas (llamada oficialmente San Vicente de Augasantas) es una parroquia española del municipio de Rois, en la provincia de La Coruña, Galicia.

## Entidades de población
Entidades de población que forman parte de la parroquia:
- A Eirexa (Augasantas)
- Albagueira
- A Senra (Senra)
- As Subidas
- Bandón
- Beade
- Bralo
- Busto
- Cernán
- Duei
- Figueiroa
- Niñarelle
- Pedrouzos
- Porto
- Salgueiros
- Sóñora
- Verduga
- Vilachán
- Vilariño (Vilariño de Neda)

## Demografía
| Gráfica de evolución demográfica de Aguas Santas entre 2000 y 2019 |
|                                                                    |
| Datos según el nomenclátor publicado por el INE.                   |

## Patrimonio

### Iglesia de San Vicente de Aguasantas
La iglesia parroquial de San Vicente de Aguasantas es de estilo barroco, tiene una nave de planta rectangular. La fachada con una puerta flanqueada por dos hornacinas laterales acogen figuras exentas de santos. Cuenta con retablos de 1738 en el interior. Influencia del maestro compostelano Fernando de Casas Novoa. Esta iglesia tiene su origen en un manantial de agua al que se le atribuyen ciertos poderes curativos.